# Literatura gaèlica escocesa
La literatura gaèlica escocesa és la literatura feta en gaèlic escocès, llengua cèltica parlada a Escòcia.

## Primers testimonis
D'entre el 1131 i el 1153 data el glossari gaèlic del Book of Deer, primer text en gaèlic a Escòcia, consistent en sis glosses sobre text llatí trobades en un monestir vora Aberdeen; no n'hi haurir cap més d'important fins al 1408, l'anomenada "Carta d'Islay", feta per Donald, senyor de les Illes, al vicari Brian McKay d'Islay. També hi daten alguns manuscrits gaèlics de llibres mèdics de Galè, Avicenna, i Hipòcrates.

## Desenvolupament
Del 1500 data el manuscrit de Glenmasan, tot i que l'original és del segle xiii, amb una història de Deirdre, així com una versió de la Farsàlia de Lucà. Però es considera com a naixement de la literatura gaèlica escocesa la composició entre el 1512 i el 1526 del Leabhar na Dean na Loismór (Llibre del degà de Lismore), per James i Duncan MacGregor, que conté poemes d'autors escocesos, balades ossiàniques i poemes d'autors irlandesos. D'aquella època també destacaren els poetes Fionnlagh Ruadh (mort el 1519), bard de John MacGregor; Giolla Coluim Mac-an-Ollaimh, poeta del Senyor de les Illes; Duncan Campbell, degà de Knoydart; Giolla Criost Bruilingeach el bon cavaller de Glenorchy, mort a Flodden el 1513; i les poetesses Aithbhreac Inghean Coirceadail i Isabella d'Argyll (fl. 1480). També data del 1538 la versió escocesa del clàssic irlandès Mesca Ulad.
Durant el segle xvi destacaren els poemes An duanag ullamh (El poema acabat, 1556), compost en honor d'Archibald III d'Argyll; l'anònim Griogal cridhe (El cor exaltat, 1570); l’Oran na Comhachaig (1500), els poemes de John Stewart of Appin i Niall Mor Macmhuirich, i la traducció de la litúrgia de John Knox, Forim na Nurrnuidheach, feta el 1567 pel seu deixeble John Carswell.

## Edat d'Or

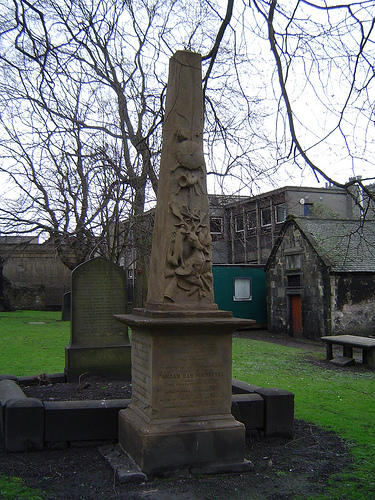
Memorial a Donnchadh Bàn Mac an t-Saoir, a Greyfriars Kirkyard, Edinburgh.

En el segle xvii es considera que comença l'edat d'or del gaèlic escocès, sobretot mercè els bards dels senyors highlanders, com Alasdair MacDonald (MacGiolla Chiotaich), Alasdair MacMhaighstir Alasdair (1700-1770), cap dels bards jacobites, els MacEwens, els Campbells, els O’Muirgheasain i els MacLeod, així com Niall i Cathal MacMhuirich (mort el 1715), autors dels Llibres Roig i Negre de Clanranald, amb nombroses composicions de ceol mor (per gaita). Durant la restauració dels Stuard van destacar Mairi Nighean Alasdair Ruaidh (Mary MacLeod 1615-1706), Donnchad MacRaoiridh (fl. 1630), Alasdair Mackenzie (mort el 1642), Murdoch Mackenzie (fl. 1650), autor d’An làir dhonn; Dorothy Brown i Roderick Morison An clarsair dall (L'arper cec), autor de les cançons Oran mor Micleoid i Oran do Iain Breac Mhicleod pels MacLeod, i Creach na Ciadaoin. L'edat d'or continuaria amb Duncan MacRae, compilador del Leabhar na Fernaigh (1688-1693) i d'altres autors com Mairead na Lachaian, Mairi Nighean MacLeod, John MacDonald Iain Lom (1660-1707) i Catriona Nic Ghilleathain (fl. 1700), així com Silis na Ceapaich (1660-1729) autor d’A'chbò shamhna (1684) en honor d'Eachan Bacach MacLean, John MacKay An piobàre dall (El pobre cec) autor de Corrie an Easa (El salt d'aigua misteriós), Lachlan Mac Thearlaich Oig (McKinnon), John MacDonald Iain Dubh Mac Iain’ic Aileain, autor del vers de caràcter clànic Oran nam Fineachan.
L'esclat literari en gaèlic es perllongà durant la major part del segle xviii com a reacció contra l'assimilació i contra la Unió. Entre tots destacaria Alasdair MacMhaghstir Alasdair (Alexander MacDonald, 1700-1770), el més prolífic i autor d’Aisheiridh na Sean Chánain Albannaich (Resurrecció de l'antiga llengua escocesa, 1751), Broshachadh nam Fineachan Gaidhealach (Incitament dels clans gaèlics, 1745), Birlinn Chlann Raginaill (1745), Oran do Allt an t’Siúcair, Urnuigh do’n Cheòlraidh (incitació a les musses) i Moladh Móraig (Lloança de Moladh). També fou important Duncan Ban MacIntyre Donchad Ban (1724-1812) autor de Moladh Beinn Dóbhrain (Lloança a Ben Dorain, 1768), la famosa Oran d'on Righ (Cançó del rei) composta en honor de Jaume VIII, Oran Coire a Cheathaich (Cançó de l'ondonada nuvulosa) i Màiri (Maria); John McCodrum (1693-1779), bard dels MacDonald; William Ross (1762-1791), més romàntic, amb Latha à Bhreatheanis (Dia del Judici, 1767) i An claigeann (L'escull); Rob Donn MacKay (1714-1778), bard de Reay i autor de Cead Fhir Bhioguis do’n Fhrith; i Ewen MacLachlan (1773-1822), traductor de set llibres de la Ilíada. Endemés el 1767 James Stewart compongué el Tiomnadg Nuadh (Nou Testament), que juntament amb el Vell Testament de John Stewart de Luss i John Smith de Campbelton del 1783-1801 conformaren el 1807 la Bíblia Gaèlica. Val a dir, però, que aquest fou l'última gran època de la literatura gaèlica, puix que la prohibició dels clans els va privar del principal sostenidor.

## Seglexix
Durant el segle xix va declinar la tècnica i el continguts tradicionals, substituïts per la nostàlgia per la terra. Entre els autors d'aquest període destacarien Norman MacLeod (1783-1863), autor d'un diccionari gaèlic el 1845 i de Caraid nan Gaeidheal (L'amic gaèlic, 1867) i Leabhar nan Croi (1834); Evan McColl Eoghan MacColla (1808-1898) amb la col·lecció de poemes Clarsach nam Beann (El trobador de la Muntanya, 1883); Neil MacLeod (1843-1913) amb els poemes Clarsach an doire (1883) i Wallace (1896); John MacLachlan de Rahoy (1804-1874), Lachlan MacLean amb Adam agus Aiofe (Adam i Eva, 1837), John Francis Campbell, amb el recull Leabhar na Féinne (1872), Alexander Carmichael, amb la compilació Carmina Gaoidelica (1900), John Morison (1790-1852) amb Dan Iain Ghobha (1893), l'assagista Donald Mackechnie (1836-1908) i Mary MacPherson Mairi Nic-a Phersoin (1821-1898) amb Dain agus orain Ghaidleg (1891). També destacà l'autor canadenc de Nova Escòcia A. Maclean Sinclair, amb The beauties of Gaelic Poetry.

## Segle XX

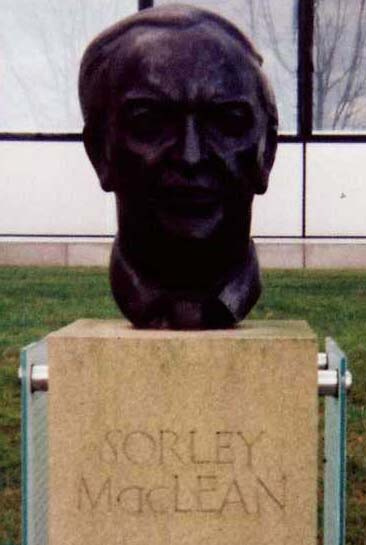
Bust de Sorley MacLean.

El 1926 es fundaria la revista Scottish gaelic Studies, que va promoure la publicació d'obres del segle xix, com el recull An t'Oraiche (1879) d'A. Sinclair, An duanaire (1868) de Donald Macpherson, i Sarobair ban Nard Gaelach (1841), editada el 1904 per John Mackenzie. Endemés, el 1930 es fundaria la Scottish Gael Text Society, que facilitaria l'aparició i difusió de nous autors com Angus Robertson (1870-1948) amb An t'Ogha Mor (1913) i Cnoc an Fhadhairc (1940); Sorley MacLean Somhairle MacGhilleathain (1911-1996), autor de Dàin do Eimhir agus Dàin Eile (1943) sobre la guerra civil espanyola; George Campbell Hay Deorsa Caimbeul Hay amb Fuaran Sleibh (1948) i O na ceithir Airdean (1952); W. J. Watson, amb Rosg Gaidlig (1929) i Bardachd Ghaidhlig (1932); Iain Crichton Smith, amb el recull poètic Burn is Aran (1960) i la narració An t-Adhar Ameirigeanach; Derick Thomson Ruaraidh MacThomais amb An Dealbh Briste (1951) i James Thomson Seamus MacThomais, amb Fasgnadh (1953). Per altra banda, el 1952 es fundà l'única revista en gaèlic activa, Gairm. Més tard destacarien alguns autors com Donald Lamont (1874-1958), Colin Mackenzie, Donald MacAuley, Meg Bateman i Finlay J. Macdonald.